# 宇宙人形17
《宇宙人形17》，又譯《代號17》，是日本專業動畫頻道AT-X的第一部原創動畫，2001年5月27日到2002年5月26日首播，共13卷，也被改編成同名的漫画和小说，同時也是少數一集長達接近1小時的動畫。

## 故事大綱
居住在北海道某個農場的少女椎名翼於某日意外目擊到太空船從天墜落，同時也無意間捲入了外星人與外星生物的戰鬥，並被要求保護在太空船裡面的備份武器。但當外星人與外星生物快要分出勝負、備用武器遭到破壞時，不明原因分裂產生出與翼面貌相同的少女來、並融合變身。
在那戰鬥之後，翼就與從自身分裂出來、長相一模一樣又自稱是光的少女和自稱是警察的外星人D.D同住一家，為了要打倒飛散在北海道各地的危險外星生物，不得已之下翼就跟光合體變身，以“宇宙人形17”為認證代號展開戰鬥。隨著故事發展原本內向又怕生的少女椎名翼的心態在多次的戰鬥中產生了變化……

## 主要角色
椎名翼（聲：矢岛晶子）
本作主角。出身於北海道的小學四年級少女。個性善良且稍微有些內向，但對於任何事物的觀點都以負面想法去思考。
家中的母親生下他不久即過世；父親因為出外潛心學習做麵包的技術就經常很晚才回家，大部分的時候幾乎只有他獨自一人在家，在遇見光與D.D兩人後目前跟兩人同居。
因為從東京轉學而來又不擅長言語，所以初期剛來學校的一段日子中幾乎是沒有交新朋友，一個人默默度過。在受到身為班長的飛鳥注意後被班上的同學荻原健太和澤田美奈給誤會。
對班上的相澤翔有好感，曾因他與世長辭的消息太突然受到打擊而一時無法出任務。
完結篇中為了要拯救地球就獨自一人在欧尔迪娜的指示下搬出太空船裡最後的武器，與光再次變身完成最後的任務。最終與父親搭飛機回東京時於自己的選擇下成為本故事唯一沒有被D.D消除掉相關記憶的人物。
椎名光（聲：折笠富美子）
D.D隨身攜帶的備份用"Rebels"[請求官方正式名稱](）在不明原因之下意外與翼融合變身並因此誕生的少女。於誕生的同時繼承翼原有的長相、記憶加以共享，擁有與翼相反的樂觀開朗與具有正義感的正面性格。
完結篇中於性命垂危的情況下，用盡了最後的力氣與翼變身後消失。當英夫看到翼拿著的手套時，曾表示如果當初母親有生第二個小孩就會命名為"光"的往事（另外該名字是當初本人誕生時自己取的）。
在D.D的記憶操作之下，表面上光為翼的雙胞胎妹妹。
「光」的名字及性格設定取自於歌手宇多田光 。
- 宇宙人形17（フィギュア17）

光與翼兩人結合變身後，進入戰鬥形態時所取的名字。形體為女性人猿的姿態。而17這數字是光本身的認證號碼。
D.D（聲：小山力也）
外星人警察。因為太空船一時的事故而在地球上迫降，然後在受傷的時候遇到了翼。
在執行運送六顆名為Megure[請求官方正式名稱]()的卵到總部的任務途中，因為卵在太空船上發生失控，就分別飛散在北海道當地，而自己在緊急迫降中受傷。由在附近追逐愛犬的翼相救，在同僚來支援以前獨自留在地球上戰鬥和分析資料。此後以堂本大輔的地球人身分與翼、光兩人同住。
擅長記憶操作。在表面上是光與翼的父親英夫的攝影師朋友，但在職業的表現上沒有非常強烈。任務結束後未消除翼的記憶，在機場與翼道別。
偽裝地球人樣貌是以金城武為原創角色。
欧尔迪娜（聲：井上喜久子）
D.D的同僚。為了支援D.D的擊退任務而來到地球。
以自身卓越的分析能力來協助D.D，同時也因應任務來製造對應的武器。

### 主角的周遭人物
- 相澤翔(鶴野恭子)

光與翼的同班同學。身上有跨越年齡，如大人一般相當冷靜的氣氛。在「夢想著自己在天空飛行」的契機下而單獨在音樂教室與翼有了交集。
本身因為有先天性心臟病，無法做激烈運動，第9集跟翼一起去體驗熱氣球升空活動後的當晚在家中與世長辭。
- 萩原健太(加藤優子)

光與翼的同班同學。莽撞且不大會圓融講話的少年，多少對翼的事情感到有點在意。
- 唐澤飛鳥(柚木涼香)

光與翼的同班同學與朋友。兼任班長，作風非常認真。對相澤翔也有好感。
- 伊藤典子(高野直子)

光與翼的同班同學與朋友。經常與班長一起登場。
- 中島七海(今井麻美)

光與翼的同班同學與朋友。做自由研究發表時為別組的組員。
- 小川慎二(本田貴子)

光與翼的同班同學與朋友。大多數的時候以健太的朋友身分相處。
- 澤田美奈(釘宮理惠)

光與翼的同班同學與朋友。大小姐的個性形象。初期以仗勢壓人的性格屢次找翼的麻煩。慎二以「告密女」來稱呼他。
- 青山時夫(龜井芳子)

光與翼就讀的學校中別班的同學。動畫版原創角色。在手球比賽初次見到光的表現以後，經常積極地向光表現自己，然後要求交往，但總是被冷落在一旁。
- 山內直樹(池田千草)

光與翼的同班同學之一。在全班演話劇時飾演其中一名士兵。
- 五十嵐雄大(小林由美子)

光與翼的同班同學之一。做自由研究發表時跟光與翼同一組。
- 日比野明子(加藤優子)

光與翼班上的級任老師。
- 林老師(川田紳司)

光與翼就讀的學校中別班的老師。
- 智代

動畫版原創角色。翼在東京讀書時從幼稚園開始認識的朋友。
- 椎名英夫(佐藤政道)

翼的父親。在D.D的記憶操作下認定光是翼的雙胞胎妹妹，為了要向前輩新一學習做麵包的技術而帶著翼來到北海道。
- 茨城新一(大川透)

英夫的麵包師傅前輩。經常教導英夫製作麵包的技術，也提供了父子兩居住的地方，同時也關照兩人許多事情。
- 茨城京子(鶴野恭子)

新一的妻子。處理丈夫做麵包與家事等等各式各樣的事情，但與女兒櫻相處不融洽。
- 茨城櫻(堀江由衣)

新一的女兒。中學二年級生。帶點些許的叛逆期氣氛。
- 茨城六郎(丸山詠二)

新一的父親，目前經營自家農場。雖然很少說話但行事作風很嚴格。
- 茨城凜(さとう あい)

六郎的妻子。對於孫女櫻和光與翼兩人都很友善。
- 黑田勇(大塚芳忠)

於當地報社工作的記者。動畫版原創角色。。在編輯室輪班上網時注意到外星生物所引發的怪現象就產生興趣，而獨自一人展開調查。
故事後半段來到舊礦坑裡面調查時意外目擊外星生物的本體並當場驚訝，然後被執行最終任務的D.D一行人當場救起，在相當危急的情況下成為第二個能變身成宇宙人形的人類。
該事件過後決定辭去報社記者的工作，打算要回去大學母校的研究所從頭再開始。
- 瀧治男(中嶋聰彥)

黑田的大學學弟。任職於聖條北大學生物科學研究所的教授。
受到黑田的委託去檢驗採集來的外星生物黏液，但當晚樣本發生自燃後整個被燒掉就告知黑田說沒有辦法去檢驗。
- 阿透(川田紳司)

茨城農場的工人之一。
- 阿篤

茨城農場的工人之一。

## 漫画
月刊電撃大王連載。全17話（共兩卷）。
作画：中平凱 

### 单行本
- 2001年12月15日初版发行 ISBN 4840220069
- 2002年11月15日初版发行 ISBN 4840222215

台灣中文版由東立出版社發行

## 小説
作者：米村正二 千羽由利子 中平凱
電撃文庫
2002年6月25日初版発行 ISBN 4840221146

## 各話列表
| 話數   | 日文標題 | 中文標題           | 分鏡              | 演出                       | 作畫監督                                   |
| ------ | -------- | ------------------ | ----------------- | -------------------------- | ------------------------------------------ |
| 第1話  |          | 喜歡今天的自己嗎   | 高橋直人          | 矢野博之 村田和也          | 澤田正人 齊藤英子 佐藤陵 原将治            |
| 第2話  |          | 有想要在一起的人嗎 | 矢野博之 高橋直人 | 深澤幸司                   | 澤田正人 齊藤英子 佐藤陵 原将治            |
| 第3話  |          | 還未拿出勇氣嗎     | 村田和也          | 村田和也 須藤典彦          | 澤田正人 齊藤英子 藤澤俊幸 佐藤陵 原将治   |
| 第4話  |          | 有振翅高飛的心嗎   | 矢野博之          | 深澤幸司 須藤典彦          | 澤田正人 齊藤英子 藤澤俊幸 佐藤陵          |
| 第5話  |          | 有重要的人嗎       | 辻初樹            | 井硲清高 深澤幸司          | 澤田正人 齊藤英子 藤澤俊幸 佐藤陵          |
| 第6話  |          | 有想守護的東西嗎   | 村田和也          | 村田和也 深澤幸司          | 澤田正人 齊藤英子 藤澤俊幸 佐藤陵          |
| 第7話  |          | 要說再見了嗎       | 矢野博之          | 玉川達文 村田和也          | 澤田正人 藤澤俊幸 佐藤陵                   |
| 第8話  |          | 傳達想法了嗎       | 辻初樹            | 深澤幸司 玉川達文          | 澤田正人 藤澤俊幸 佐藤陵 佐藤和巳 齊藤英子 |
| 第9話  |          | 聽到那聲音了嗎     | 辻初樹            | 村田和也 深澤幸司          | 澤田正人 藤澤俊幸 佐藤陵 佐藤和巳 齊藤英子 |
| 第10話 |          | 回傳心事了嗎       | 玉川達文          | 瀨晴吉子 玉川達文          | 澤田正人 藤澤俊幸 佐藤陵 佐藤和巳 齊藤英子 |
| 第11話 |          | 一直在一起嗎       | 村田和也          | 深澤幸司 村田和也          | 澤田正人 藤澤俊幸 佐藤陵 佐藤和巳 齊藤英子 |
| 第12話 |          | 回憶還有剩下嗎     | 辻初樹            | 玉川達文 村田和也          | 澤田正人 藤澤俊幸 佐藤陵 佐藤和巳 齊藤英子 |
| 第13話 |          | 記得溫柔了嗎       | 玉川達文 高橋直人 | 深澤幸司 村田和也 高橋直人 | 澤田正人 藤澤俊幸 佐藤陵 佐藤和巳 齊藤英子 |

## 主題曲
片頭曲「Boy」 / 片尾曲「Fairy Dance」
作詞/作曲：高見澤俊彦，編曲/歌：THE ALFEE

## 播放電視台
| 超視 星期一至五18:00 - 19:00 | 超視 星期一至五18:00 - 19:00              | 超視 星期一至五18:00 - 19:00 |
| ---------------------------- | ----------------------------------------- | ---------------------------- |
|                              | 宇宙人形17 （日文原音） (2004.2.17 -3.4 ) |                              |
| 通靈王                       | 待查                                      |                              |